# 守山駅 (滋賀県)

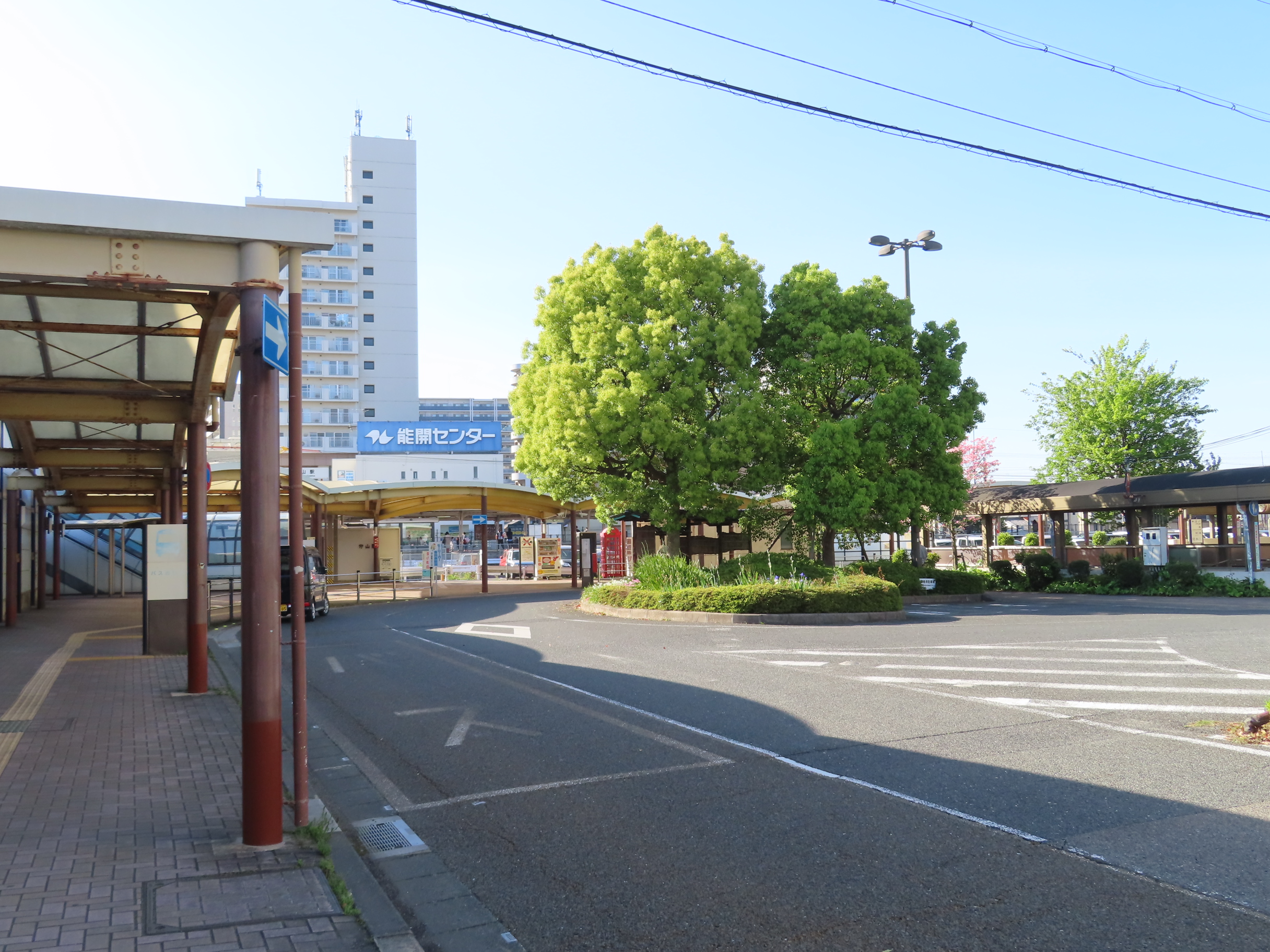
東口（2023年4月）

守山駅（もりやまえき）は、滋賀県守山市梅田町にある、西日本旅客鉄道（JR西日本）・日本貨物鉄道（JR貨物）東海道本線の駅である。駅番号はJR-A22。「琵琶湖線」の愛称区間に含まれている。

## 歴史
- 1912年（明治45年）4月16日：国有鉄道（国鉄）東海道本線の野洲駅 - 草津駅間に新設開業[1]。旅客・貨物の取り扱いを開始[2]。
- 1945年（昭和20年）7月30日：アメリカ海軍の空母艦載機が守山駅を発車した列車へ機銃掃射、11人が死亡（守山空襲）[3][4][5]。
- 1973年（昭和48年）4月1日：現在の橋上駅舎に改築（2代目）。
- 1985年（昭和60年）3月14日：荷物扱い廃止[2]。
- 1986年（昭和61年）11月1日：国鉄のダイヤ改正で、新快速の停車駅に設定される[6][7]。
- 1987年（昭和62年）4月1日：国鉄分割民営化により、西日本旅客鉄道（JR西日本）・日本貨物鉄道（JR貨物）の駅となる[2]。
- 1988年（昭和63年）3月13日：路線愛称の制定により、「琵琶湖線」の愛称を使用開始。
- 1998年（平成10年）3月11日：自動改札機を設置し、供用開始[8]。
- 2003年（平成15年）
  - 10月1日：貨物列車の設定を廃止。
  - 11月1日：ICカード「ICOCA」の利用が可能となる。
- 2006年（平成18年）10月1日：JR京都・神戸線運行管理システム導入。
- 2007年（平成19年）3月18日：駅自動放送を更新。
- 2013年（平成25年）5月18日：延長されたホーム上屋が供用開始。上りホーム（米原・長浜・大垣方面）は100m（5両編成分）から160m（8両編成分）に、下りホーム（草津・京都・大阪方面）は120m（6両編成分）から240m（12両編成分）になった[9]。
- 2015年（平成27年）3月12日：入線警告音の見直しに伴い、接近メロディ導入[10]。
- 2018年（平成30年）
  - 3月17日：駅ナンバリングが導入され、使用を開始する。
  - 11月1日：JR西日本交通サービスによる業務委託駅となる。
- 2021年（令和3年）
  - 11月26日：みどりの窓口の営業を終了[11][12]。
  - 11月27日：みどりの券売機プラスを導入[11][12]。

## 駅構造
相対式ホーム2面2線を有する地上駅で橋上駅舎を持つ。ホーム有効長は12両編成分。上りホームには、セブンイレブンハートイン（コンビニ）の店内を通って出入りできる、ICカード専用自動改札機のみの改札口がある。
JR西日本交通サービスによる業務委託駅で、草津駅が当駅を管理している。ICOCA利用可能駅であり、ICOCAの相互利用対象カードも使用可能。

### のりば
| のりば | 路線     | 方向 | 行先                 |
| ------ | -------- | ---- | -------------------- |
| 1      | 琵琶湖線 | 上り | 近江八幡・米原方面   |
| 2      | 琵琶湖線 | 下り | 草津・京都・大阪方面 |

- 上表の路線名は旅客案内上の名称（愛称）で表記している。

付記事項
- 以前は2面3線と1線（ホームのない上り待避線。上下線間にあるため中線と思われがちだが、実際には上り線）で、島式の下りホームを持っていた。
- 2003年（平成15年）までは貨物列車が発着し、駅の東側と北側には側線があった[1]。貨物扱い廃止後に配線が整理され、保守用線路以外のポイントはすべて撤去され、相対式2面2線の停留所となった[1]。また、貨物扱い廃止後の側線は現在、駐車場になっている。しかし、保守用の留置線がある線路は、一部途切れているが、（下り留置線が）線路があったという痕跡はいまだに残っている。

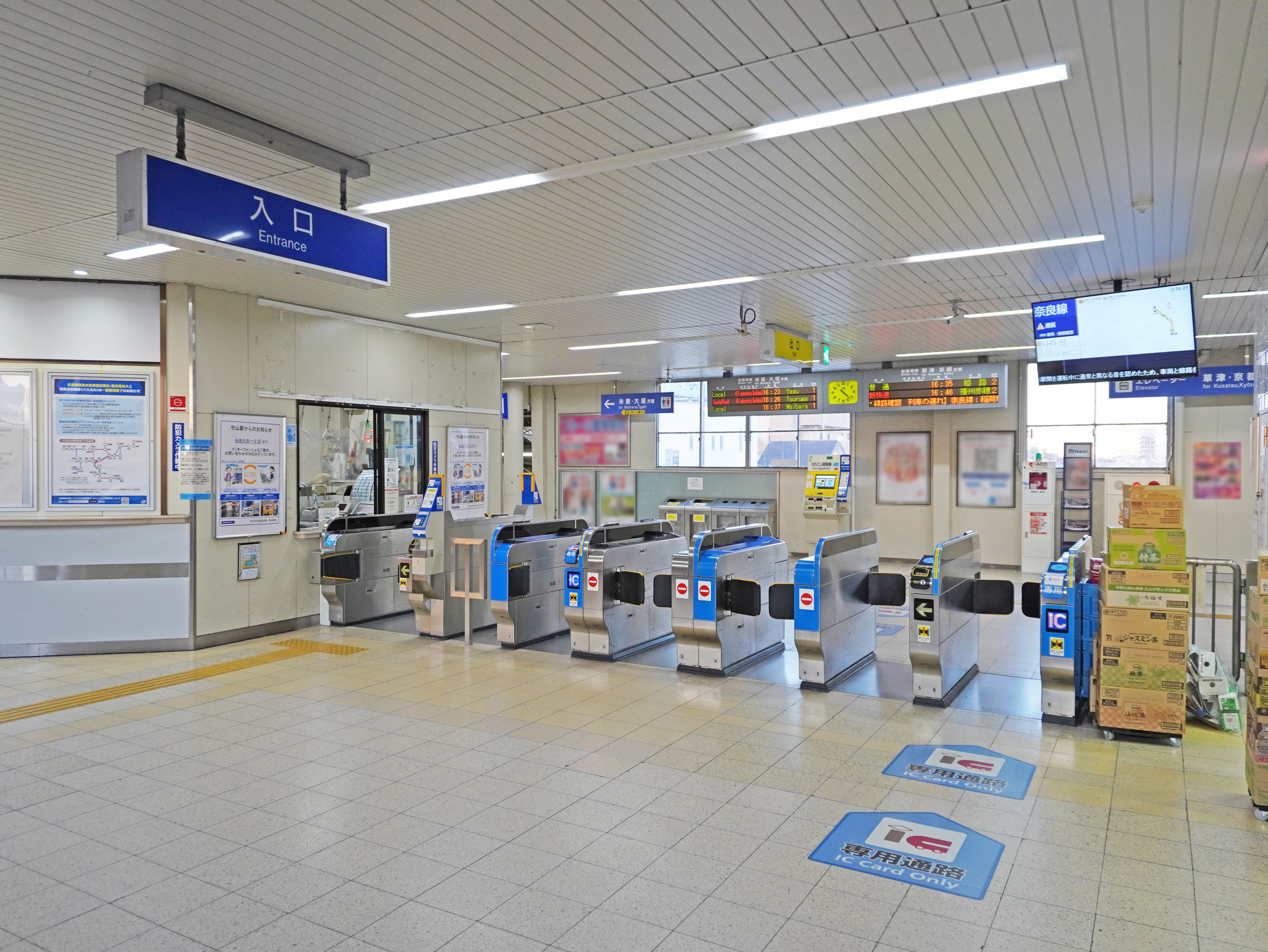
改札口（2022年12月）
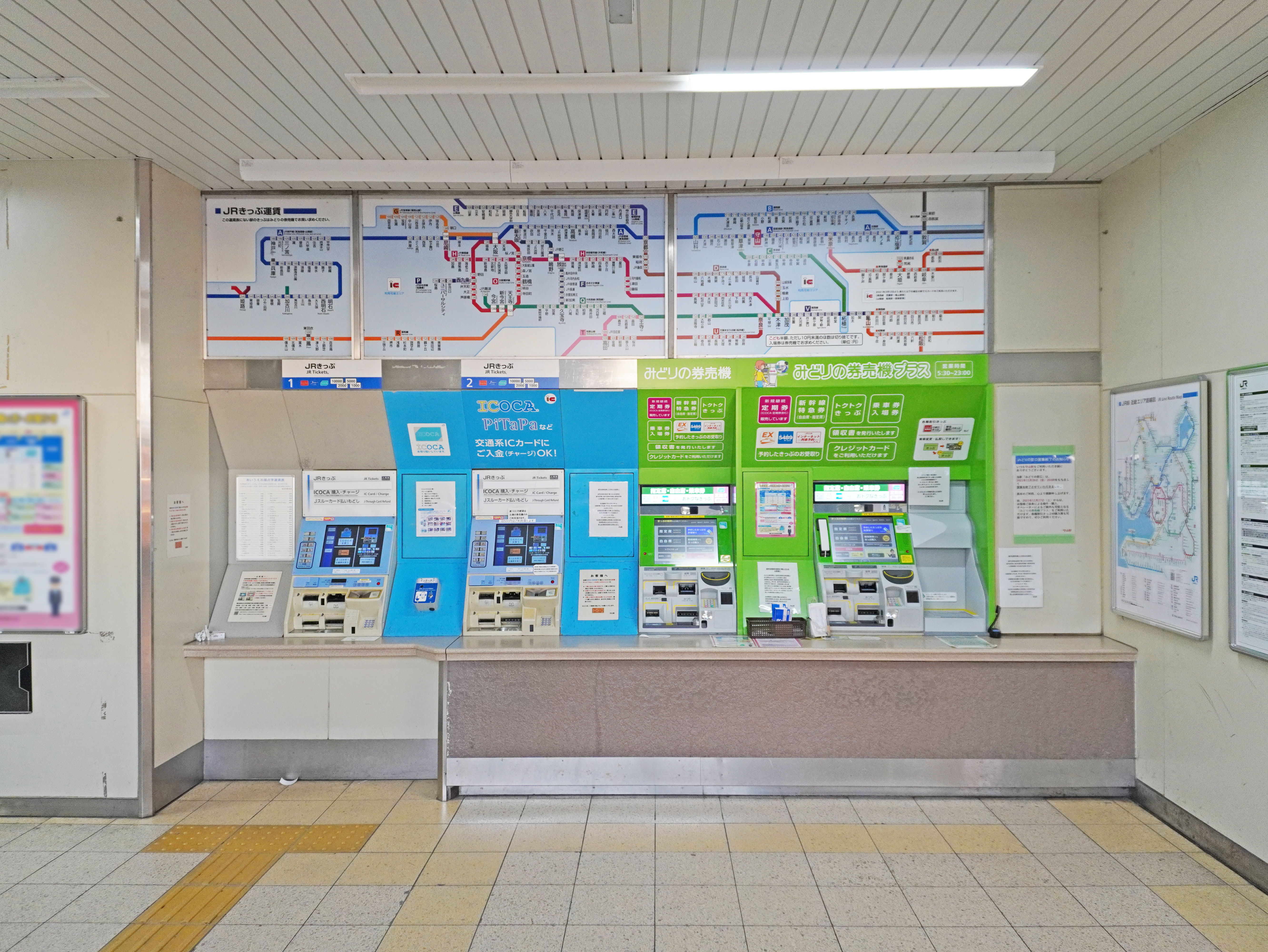
切符売り場（2022年12月）
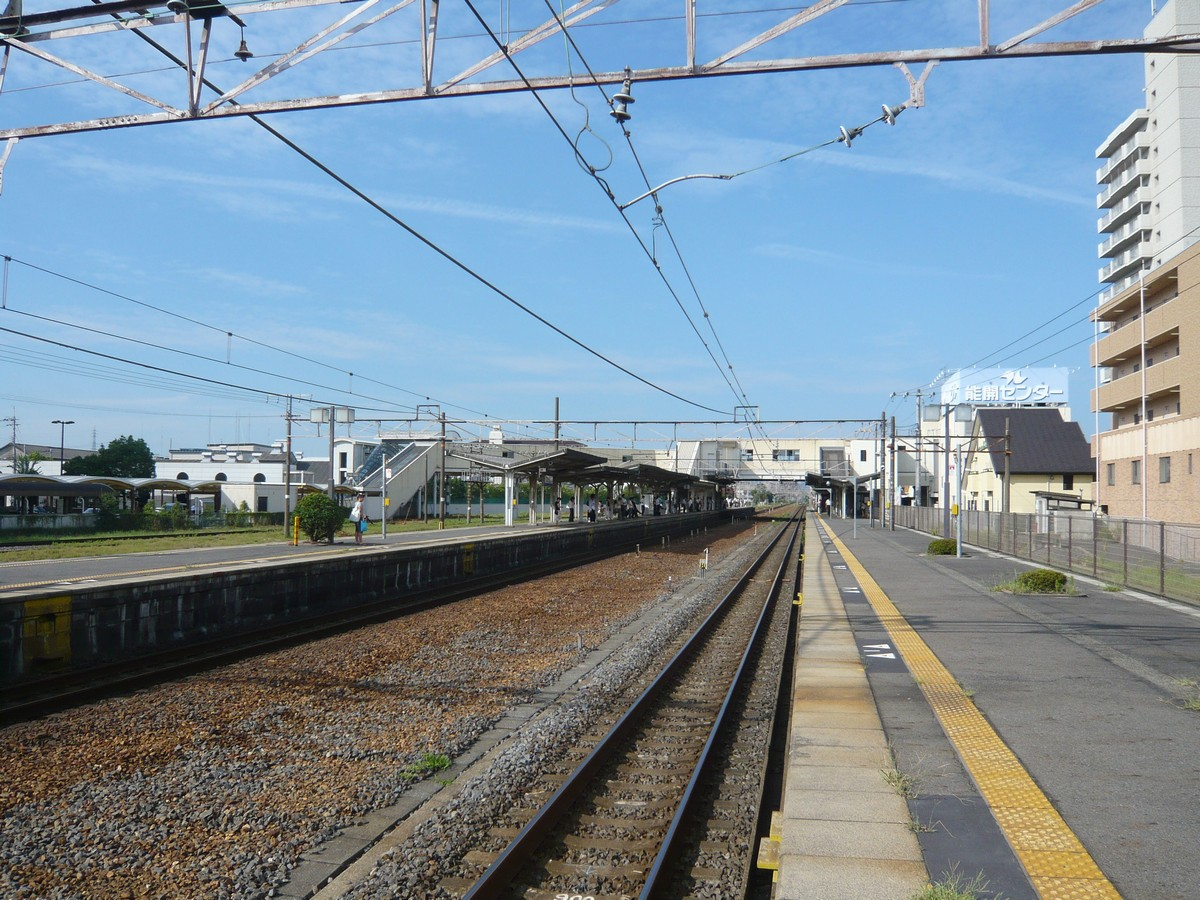
ホーム（2007年8月）
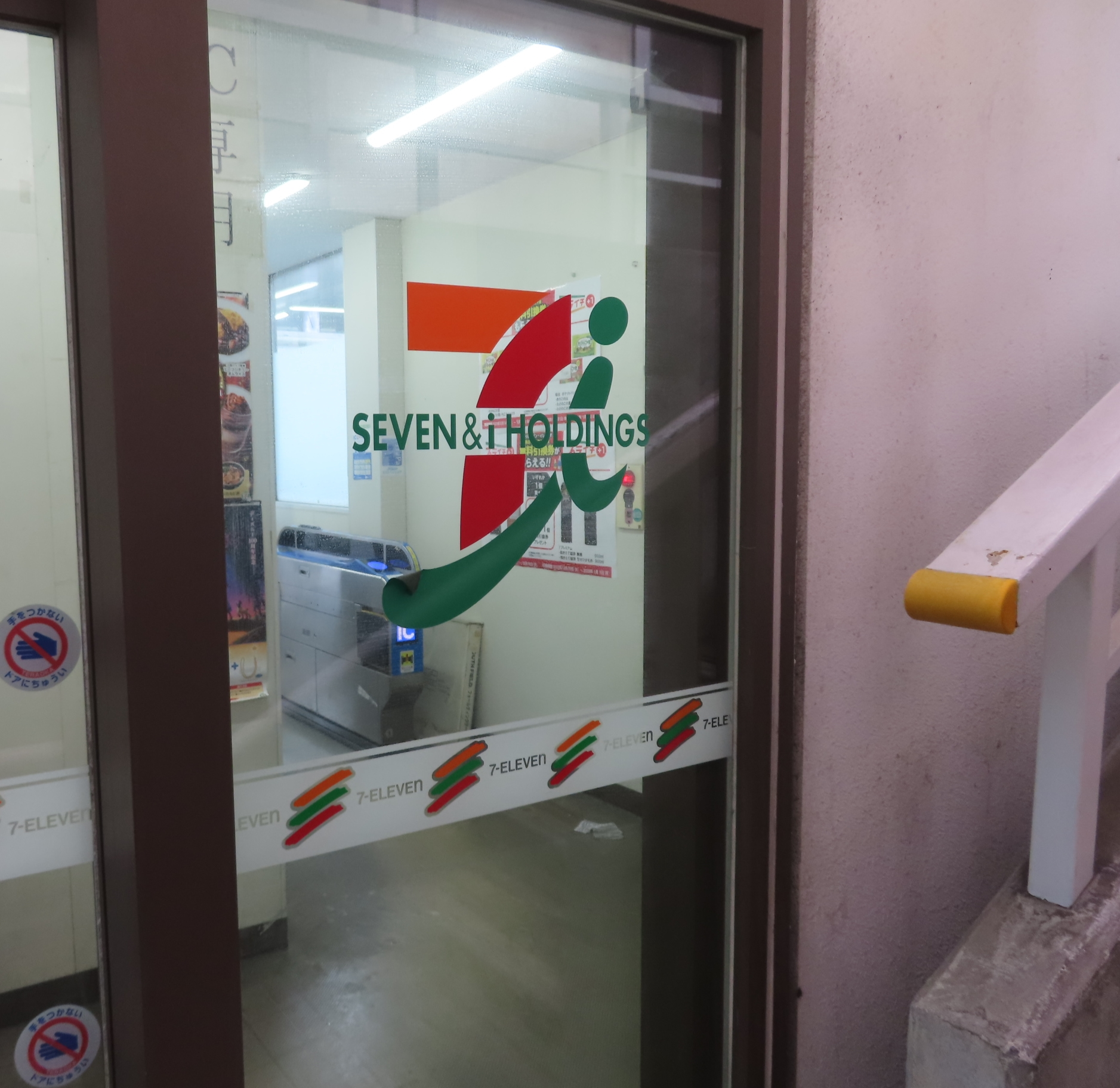
セブンイレブンハート・イン改札口（2023年12月）
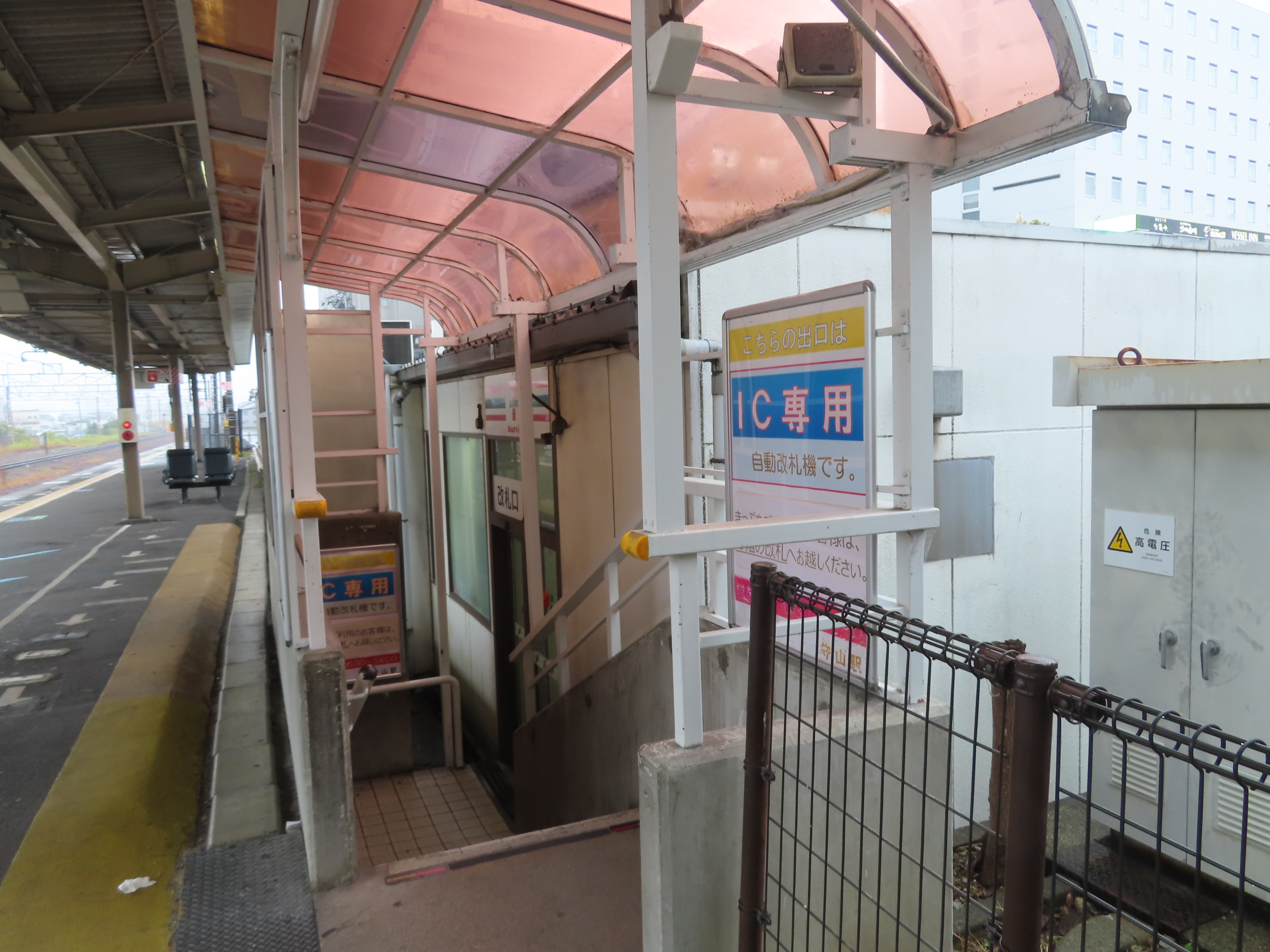
セブンイレブンハート・イン改札口への通路（2023年12月）

### 併設する施設
- セブン-イレブンハートイン
- 守山市駅前総合案内所
- ゆうちょ銀行 ATM

## ダイヤ
日中時間帯は1時間に6本（新快速が2本、普通（大阪方面行きは高槻駅から快速）が4本）が停車する。朝夕のラッシュ時は本数が多くなる。
優等列車
国鉄時代は特急・急行列車は停車していなかったが、2003年6月1日から下記の特急列車が停車するようになった。
- 「らくラクびわこ」、「はるか」

## 貨物の取り扱い
2003年（平成15年）までは専用線発着の車扱貨物を取り扱い、貨物列車の設定があった。専用線が駅南側にある上原成商事守山油槽所のタンク車用石油荷役設備へ続き石油輸送を行っていたため、コスモ石油四日市製油所のある四日市駅より石油輸送貨物列車が運行され、当駅でディーゼル機関車によって入れ替えを行った。
それ以前は、旭化成守山支社（滋賀工場）や富士車輌滋賀工場、その他現在駅南の団地群になっているところにかつて存在した煉瓦工場へも専用線が続いていた。また、1945年（昭和20年）以前には駅から野洲川河原への砂利運搬を目的としたトロッコ線路もあり、砂利の発送も行われた。

## 利用状況
2023年度の1日当たりの利用者数は33,714人である。
「滋賀県統計書」によると、1日平均の乗車人員は以下の通りである。
| 年度   | 1日平均 乗車人員 | 出典        |
| ------ | ---------------- | ----------- |
| 1992年 | 14,574           | [ 統計 2 ]  |
| 1993年 | 14,576           | [ 統計 3 ]  |
| 1994年 | 14,293           | [ 統計 4 ]  |
| 1995年 | 14,468           | [ 統計 5 ]  |
| 1996年 | 14,514           | [ 統計 6 ]  |
| 1997年 | 14,228           | [ 統計 7 ]  |
| 1998年 | 14,016           | [ 統計 8 ]  |
| 1999年 | 13,739           | [ 統計 9 ]  |
| 2000年 | 13,686           | [ 統計 10 ] |
| 2001年 | 13,562           | [ 統計 11 ] |
| 2002年 | 13,585           | [ 統計 12 ] |
| 2003年 | 13,522           | [ 統計 13 ] |
| 2004年 | 13,412           | [ 統計 14 ] |
| 2005年 | 13,347           | [ 統計 15 ] |
| 2006年 | 13,909           | [ 統計 16 ] |
| 2007年 | 14,511           | [ 統計 17 ] |
| 2008年 | 15,086           | [ 統計 18 ] |
| 2009年 | 15,065           | [ 統計 19 ] |
| 2010年 | 15,153           | [ 統計 20 ] |
| 2011年 | 15,340           | [ 統計 21 ] |
| 2012年 | 15,645           | [ 統計 22 ] |
| 2013年 | 16,110           | [ 統計 23 ] |
| 2014年 | 16,022           | [ 統計 24 ] |
| 2015年 | 16,382           | [ 統計 25 ] |
| 2016年 | 16,490           | [ 統計 26 ] |
| 2017年 | 16,786           | [ 統計 27 ] |
| 2018年 | 17,087           | [ 統計 28 ] |
| 2019年 | 17,283           | [ 統計 29 ] |
| 2020年 | 14,248           | [ 統計 30 ] |
| 2021年 | 14,882           | [ 統計 31 ] |
| 2022年 | 16,103           | [ 統計 32 ] |

## 駅周辺
西口側に大型商業施設や市役所があり、市街地を形成している。東口側は商業施設が点在するが、主に住宅地となっている。なお、工場や物流拠点は東口側の方が多い。

### 西口

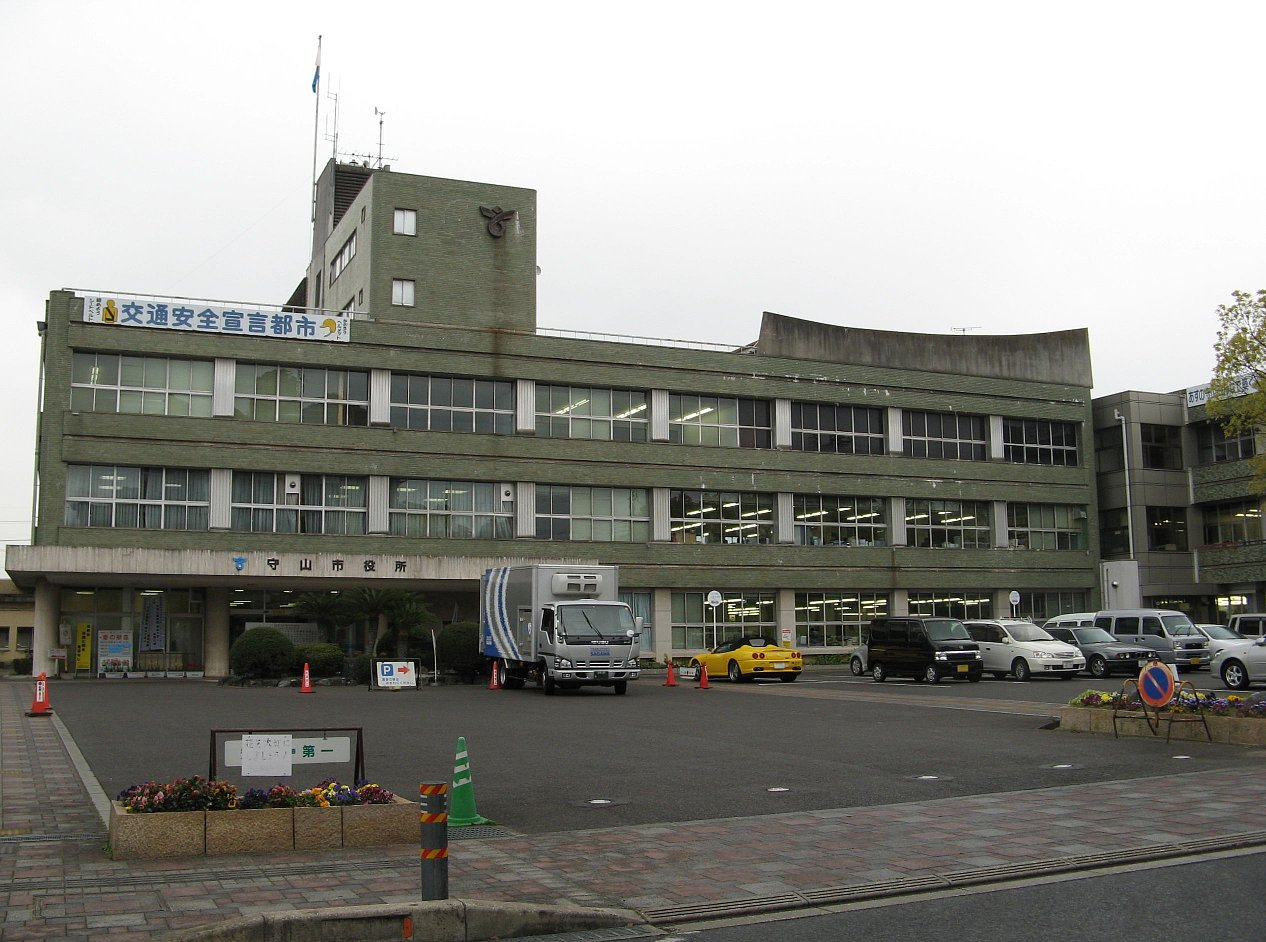
守山市役所（旧庁舎）

- 守山市役所 - 2023年に新庁舎が開庁した[16]。
- 滋賀県立総合病院
- 滋賀県立小児保健医療センター
- 守山市民病院
- 守山市民ホール
- 守山市民運動公園
- 守山警察署守山駅前交番
- 古高工業団地
- 立命館守山中学校・高等学校
- 滋賀県立守山中学校・高等学校
- 守山市立守山南中学校
- 中山道守山宿
- 勝部神社
- 旭化成守山製造所
- 西友守山店
- ベッセルイン滋賀守山駅前

### 東口
- 守山市立立入が丘小学校
- 守山市立浮気（ふけ）保育園
- 東レ・ファインケミカル守山事業場
- 日本コカ・コーラ守山工場
- 日本バイリーン滋賀工場
- 上原成商事守山油槽所
- 富士車輌滋賀本社工場
- 三社電機製作所滋賀工場
- ワコール流通[注釈 1]本社・守山流通センター
- オイレス工業滋賀事業場
- スーパーマーケットバロー守山駅東店

このほか、東口に村田製作所の開発拠点が2025年度を目標に開設される予定となっている。

## バス路線

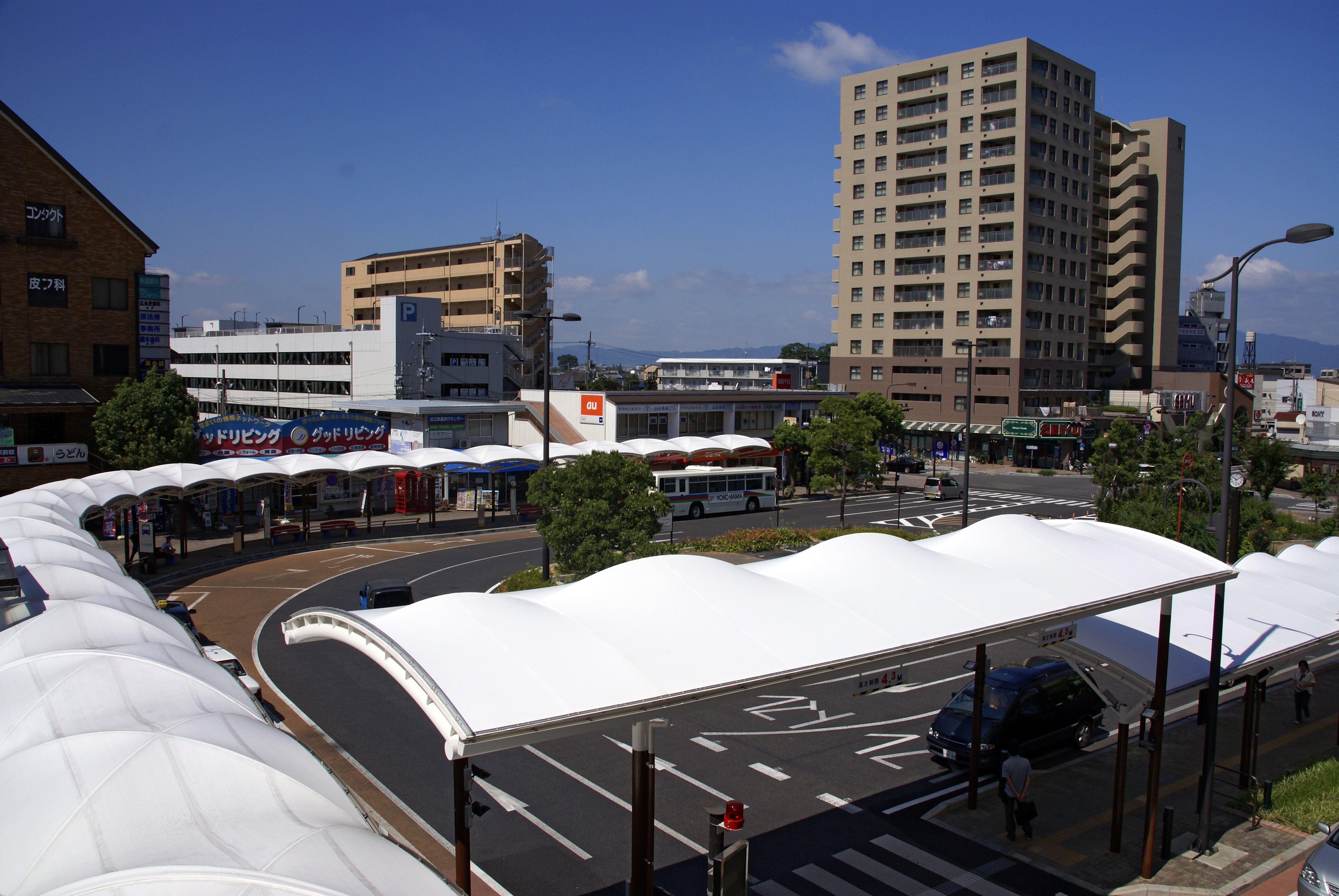
西口前バスロータリー（2007年8月）

駅西口と駅東口のロータリー内に停留所を設けているが、ほとんどの便が駅西口を発着する。
| 守山駅     | 守山駅                | 守山駅                                                                              | 守山駅                                                                                      |
| 乗り場     | 運行事業者            | 系統または路線名・行先                                                              | 備考                                                                                        |
| ---------- | --------------------- | ----------------------------------------------------------------------------------- | ------------------------------------------------------------------------------------------- |
| 1          | 江若交通 近江鉄道バス | 84・86：堅田駅 琵琶湖大橋線：堅田駅                                                 | 江若交通と近江鉄道による共同運行路線 （愛称は「びわ湖横断エコバス」）                       |
| 1          | 近江鉄道バス          | 木ノ浜線：ネオベラヴィータ / 琵琶湖マリオットホテル / 佐川美術館 / 運転免許センター | 琵琶湖マリオットホテル行き：市役所前経由は平日夜1便のみ 運転免許センター行き：平日朝2便のみ |
| 2          | 近江鉄道バス          | 市民ホール線：立命館守山中学・高校前                                                | 平日のみ運行                                                                                |
| 2          | 近江鉄道バス          | 小浜線：滋賀県立総合病院 / 小浜（） / 錦の里（イオンタウン野洲）                    | 滋賀県立総合病院行き：平日朝1便のみ 錦の里（イオンタウン野洲）行き：本数わずか              |
| 3          | 近江鉄道バス          | 服部線：もりやまエコパーク / 錦の里（イオンタウン野洲）                             | もりやまエコパーク行き：1日2便のみ                                                          |
| 3          | 近江鉄道バス          | 杉江循環線：山賀 / 守山駅                                                           | 山賀行き：土曜・日曜・祝日の夜1便のみ                                                       |
| 4          | 近江鉄道バス          | 立命館守山線：[直行]立命館守山中学・高校前                                          | 朝・昼のみ運行（平日は朝のみ運行）                                                          |
| 守山駅西口 |                       |                                                                                     |                                                                                             |
| 3          | くるっとバス          | 大宝循環線：草津駅西口                                                              | 日曜・祝日運休                                                                              |
| 守山駅東口 |                       |                                                                                     |                                                                                             |
| -          | くるっとバス          | 宅屋線：草津駅西口                                                                  | 土曜・日曜・祝日運休                                                                        |

## その他
- 1945年（昭和20年）7月30日の16時ごろ、アメリカ海軍の空母「ハンコック」艦載機による機銃掃射があり[3][4][5]、太平洋戦争中県内における爆撃では石山の東洋レーヨン（現在の東レ）に次ぐ被害を受けた。なお、当時の戦争遺構はほとんど残されておらず、守山駅近くにある空襲で被弾し一部が欠けた地蔵だけが遺構となっている[5][20]。
- 駅に隣接する守山市駅前総合案内所には「JR守山駅創立百周年」と書かれた記念スタンプが設置されている。

## 隣の駅
西日本旅客鉄道（JR西日本）
 琵琶湖線（東海道本線）
- 特急「はるか」「らくラクびわこ」停車駅

■新快速
野洲駅 (JR-A21) - 守山駅 (JR-A22) - 草津駅 (JR-A24)
■普通（京都駅または高槻駅以西は快速）
野洲駅 (JR-A21) - 守山駅 (JR-A22) - 栗東駅 (JR-A23)

### 記事本文